# Raionul Lîmanskîi
Raionul Lîmanskîi (în ucraineană Лиманський район) este unul din cele 26 raioane administrative din regiunea Odesa din Ucraina, cu reședința în orașul Dobroslav. A fost înființat pe 1923 fiind atunci inclus în componența RSS Ucrainene. Începând din anul 1991, acest raion face parte din Ucraina independentă.

## Geografie
Raionul se învecineazǎ cu raioanele Ivanivka și Berezivka în nord, regiunea Mîkolaiv în est, cu raioanele Rozdilna, Biliaivka, precum și centrul regional, Odesa în vest. Este situat în câmpia Mării Negre (altitudinile maxime variază între 0 – 70 m), din care cauză relieful raionului este unul de-nivelat, coborând spre Marea Neagră.
Clima temperat-continentalǎ este specifică raionului cu o temperatură medie a lunii ianuarie de -2.5 - 3.1 °C, a lunii iulie +20.4 +21 °C, temperatura medie anualǎ +10 °C.

## Demografie
Componența lingvistică a raionului Kominternivske
     Ucraineană (77,28%)
     Rusă (20,54%)
     Alte limbi (1,73%)
Conform recensământului din 2001, majoritatea populației raionului Kominternivske era vorbitoare de ucraineană (77,28%), existând în minoritate și vorbitori de rusă (20,54%).
La 1 octombrie 2011 populația raionului era de 69,307 persoane. Populația urbană constituie 13,318 persoane (19.8%), cea rurală 53,896 persoane (80.2%). În total există 66 de așezări.
Potrivit recensământului ucrainean din 2001, populația raionului era de 67,214 locuitori. Structura etnică este următoarea::
| Grup etnic            | Populație | % Procentaj |
| --------------------- | --------- | ----------- |
| Ucraineni             | 54,500    | 81.1%       |
| Ruși                  | 8,700     | 13.0%       |
| Moldoveni (declarați) | 1,100     | 1.6%        |
| Bulgari               | 1,000     | 1.4%        |
| Belaruși              | 500       | 0.7%        |
| Armeni                | 300       | 0.4%        |
| Țigani                | 300       | 0.4%        |
| Greci                 | 200       | 0.3%        |
| Găgăuzi               | 200       | 0.3%        |
| Polonezi              | 200       | 0.3%        |
| Germani               | 100       | 0.2%        |